# Loče, Slovenske Konjice
Loče (nemško Heiligen Geist) so urbanizirano  naselje v srednjem delu Dravinjske doline, v Občini Slovenske Konjice.
Centralno zasnovano naselje se je razvilo na naplavni ravnici na desnem bregu reke Dravinje,  na ledenodobni terasi in na vršajih desnobrežnih potokov Žičnice in Klokočovnika, ki pritekata izza Konjiške gore.
Pomembno vlogo pri nastanku naselja je zagotovo imela geografska lega ob lokalni cesti Poljčane–Slovenske Konjice. Zaradi večjega obsega gospodarskih, upravnih in storitvenih dejavnosti se Loče uvrščajo med pomembnejša lokalna oskrbno-storitvena središča Dravinjske doline.
V urbanem pogledu so bile Loče nekdaj pravo agrarno naselje, le z nekaterimi zidanimi hišami v središču. Danes naselje dobiva čedalje bolj urbanizirano podobo, z urejeno infrastrukturo, tudi prometno, saj so Loče križišče lokalnih cest, ki se tod odcepijo proti severu čez Sveti Jernej in Križni Vrh proti Slovenski Bistrici ter na jug proti Ponikvi.

## Spremembe imena
Ime naselja so leta 1955 iz »Loče« spremenili v »Loče pri Poljčanah«. Staro ime Loče so naselju vrnili leta 1999.

## Zgodovina
Naselbina se v starih listinah prvič omenja leta 1165, župnijska cerkev sv. Duha  pa leta 1434. Zahodno od naselja so pri arheoloških izkopavanjih odkrili grobove iz halštatske dobe.
Železniška proga Poljčane–Slovenske Konjice–Zreče je bila nekdanja avstrijska ozkotirna železniška proga (širine 760 mm) med Poljčanami in Slovenskimi Konjicami, železniška postaja je bila tudi v Ločah. Slovenske Konjice je dosegla leta 1892, ter je bila podaljšana do Zreč leta 1920 (opuščena 1961).

### Nekdanja obrt in industrija v Ločah in okolici
Razvoj obrti je bil tudi na podeželju tesno povezan z združevanjem obrtnikov različnih strok, ki so se sprva preko zgolj cerkvenih bratovščin povezali v strokovna združenja - cehe. 
S pravno določenimi pravicami za opravljanje obrti so obrtniki postajali vedno močnejši. V Ločah in okolici so se v cehe združevali predvsem usnjarji, čevljarji, krojači in drugi obrtniki, katere pa so za nepravilno opravljeno delo ali nestrokovno izvrševanje obrti sankcionirali deželni vladarji. O nekdanjih obrtnikih v Ločah in okolici je ostalo ohranjeno zelo malo ali skoraj nič pisnih virov, zgolj »obrtni register«, ki ga hrani Zgodovinski arhiv v Celju, v katerem je popis obrtnikov od 1880 do 1941, z imeni nosilcev dejavnosti, časom prijave, o plačilu pristojbine, o času odjave pa ni podatkov, razen v primerih, ko je obrtnik med opravljanjem dejavnosti umrl.
Velike količine lesa v neposredni bližini Loč ter potrebe industrije na Zbelovem, v Ločah, v Konjicah in drugod so narekovale ustanovitev parne žage v Ločah, saj so bili vodni pogoni na Dravinji omejeni, potrebe po žaganem lesu pa vedno večje. Tako je po prvi svetovni vojni podjetnik Franc Hrastnik iz Konjic leta 1924 dal postaviti parno žago v Ločah. Leta 1936 je žago odkupil veleposestnik Franc Possek, lastnik dvorca Pogled na Mlačah. Zaradi povečanja žage v Konjicah in boljših prometnih povezav je obrat v Ločah izgubil svoj pomen in bil končno ukinjen, namembnost prostorov pa spremenjena.
V obrtnem registru za leto 1887 se v Ločah navaja mesar Walland, v naslednjih letih se v zvezi z obrtniki s priimkom Walland ali Valand leta 1924 v Ločah omenja gostilna Walland z eno sobo, dvema posteljama in oskrbo za konje.
Leta 1887 je bil v register obrtnikov vpisan usnjar Paušer (Baušer), možno pa je, da sta rodbina in usnjarna v Ločah bili že poprej. Leta 1919 se omenja usnjar Albert Paušer, (možno, da je obrt drugič prijavil) saj je leta 1907 evidentirano, da je dejavnost razširil in kupil Javornikov mlin na Dravinji. Med obema vojnama je na vodno gnano kolo namestil še generator enosmernega toka  z napetostjo 110 V. Tako pridobljeno elektriko je prodajal premožnim Ločanom. Paušerjeva usnjarna je predelovala predvsem manjše količine usnja za podplate in večje količine juhte za vse vrste usnjenih izdelkov. Ker proizvodnje niso sproti posodabljali, je usnjarna po smrti Alberta Pauscherja leta 1932 počasi propadla. Njegovi hčerki sta se do leta 1945 še ukvarjali z mlinarstvom in prodajo elektrike. Po osvoboditvi je bilo vse premoženje Pauscherjev nacionalizirano in kasneje prodano po delih.

## Podnebje
Loče imajo zmerno toplo podnebje. Pomlad se začenja s toplim jugom z obilo deževja. Poletja so topla, posebno v dolinah in v lokalnih vinogradih, bolj hladno je poleti na senčnih legah, ki so večinoma še pogozdene. Jesen se začne šele oktobra in je navadno mokrotna. Pogosta je megla, posebno spomladi in jeseni.

## Z Ločami povezane osebnosti
- Breda Šček, slovenska skladateljica,  pevka, pianistka, zborovodkinja in pedagoginja